# Cacimbas
Cacimbas är en kommun i Brasilien.   Den ligger i delstaten Paraíba, i den östra delen av landet, 1 500 km nordost om huvudstaden Brasília. Antalet invånare är 6 814.
Omgivningarna runt Cacimbas är huvudsakligen savann. Runt Cacimbas är det ganska glesbefolkat, med 45 invånare per kvadratkilometer.